# Donald Kagan
Donald Kagan (Kuršėnai, Lituania, 1 de mayo de 1932-Washington D. C., Estados Unidos, 6 de agosto de 2021) fue un historiador estadounidense de la Universidad Yale especializado en la historia de Grecia, notable por sus cuatro volúmenes de la guerra del Peloponeso. Fue deán del Yale College de 1989 a 1992.

## Biografía
Nacido en una familia judía de Lituania, Kagan creció en Brooklyn, Nueva York, donde su familia emigró poco después de la muerte de su padre. Se graduó en el Brooklyn College, realizó estudios de posgrado en la Brown University y se doctoró en la Universidad de Ohio en 1958.
Después de convertirse en demócrata liberal, Kagan cambió su punto de vista en los años 1970 y se hizo uno de los signatarios originales en 1997 de la declaración de los principios neoconservadores "think tank", Proyecto para el Nuevo Siglo Estadounidense.
En la víspera de las elecciones presidenciales de 2000, Kagan y su hijo, Frederick Kagan, publicaron While America Sleeps, una llamada clara para incrementar los gastos de defensa.
En 2002 recibió la National Humanities Medal.
Kagan era Sterling Professor de Clásicas e historia en la Universidad Yale. Su curso "Los orígenes de la guerra" ha sido uno de los cursos más populares de la universidad en veinticinco años. Enseñó "Introducción a la historia griega antigua" y el nivel superior de Historia y seminarios de Civilización Clásica que se concentran en temas que abarcan desde Tucídides hasta la hegemonía espartana. Vivió en New Haven, Connecticut.
Otro hijo suyo, Robert Kagan, está también activo en la política conservadora y en relaciones internacionales.

## Obras
- Kagan, Donald. (1965). The Great Dialogue: A History of Greek Political Thought from Homer to Polybius. New York: Free Press.
- Kagan, Donald. (1969). The Outbreak of the Peloponnesian War. Ithaca: Cornell University Press. ISBN 0-8014-0501-7.
- Kagan, Donald. (1974). The Archidamian War. Ithaca: Cornell University Press. ISBN 0-8014-0889-X.
- Kagan, Donald. (1981). The Peace of Nicias and the Sicilian Expedition. Ithaca: Cornell University Press. ISBN 0-8014-1367-2.
- Kagan, Donald. (1987). The Fall of the Athenian Empire. Ithaca: Cornell University Press. ISBN 0-8014-1935-2
- Kagan, Donald. (1991). Pericles of Athens and the Birth of Democracy. New York: The Free Press. ISBN 0-684-86395-2.
- Kagan, Donald. (1995). On the Origins of War and the Preservation of Peace. New York: Doubleday. ISBN 0-385-42374-8.
- Kagan, Donald and Kagan, Frederick. (2000). While America Sleeps. New York: St. Martin's Press. ISBN 0-312-20624-0.
- Kagan, Donald, Ozment, Steven, and Turner, Frank M.. (2003). The Western Heritage. New York: Prentice Hall. ISBN 0-13-182839-8.
- Kagan, Donald, Craig, Albert M., Graham, William A., Ozment, Steven, and Turner, Frank M. (2000). The Heritage of World Civilizations.
- Kagan, Donald. (2003). The Peloponnesian War. New York: Viking Press. ISBN 0-670-03211-5.
- Kagan, Donald Sobre las causas de la guerra y la preservación de la paz, Ediciones Turner, S.L., Madrid 2003. ISBN 84-7506-587-2